# Tooth István
Tooth István (Bajka, 1817. – Debrecen, 1855. augusztus 3.) ügyvéd és jogtanár.

## Élete
Középiskoláit elvégezvén, báró Vay Miklós házánál nevelő volt. 1851. augusztus 15-én ügyvédi oklevelet nyert. 1852. július 4-én a debreceni református egyházkerület közgyűlése a jogakadémia helyettes tanárának választotta. Itt hunyt el kolerában 1855-ben.

## Munkái
- A rómaiak történetei ifjak használatára. Pest, 1844. (2. kiadás. Uo. 1847. 3. k. Bpest, 1877.).
- A görögök történetei ifjak használatára. Uo. 1845.
- Költészet-tan. Kézi-könyvül. Uo. 1847.
- Szavalmányok. Tekintettel a költészeti nemekre jelesb magyar költők után. Szerkeszté ... Uo. 1848.